# Лібертаріанська партія (США)
Лібертаріанська партія США (англ. Libertarian Party) — політична партія США, одна з так званих «третіх партій». Лібертаріанську партію США сьогодні називають найбільшою третьою партією країни, яка швидко привертає все більше уваги громадськості. Виступає за вільну ринкову економіку, вільну міжнародну торгівлю, забезпечення прав і свобод громадян та за невтручання в справи інших країн. Станом на зараз лідеркою партії є Анджела Макардл.

## Історія створення
Утворена 11 грудня 1971 року з ініціативи Девіда Нолана.
Поштовхом до створення Лібертаріанської партії стала промова 37-го американського президента Річарда Ніксона від 15 серпня 1971 року, в якій проголошувався початок «нової економічної політики», яка полягала по-перше, в заморожуванні цін і зарплат, по-друге, у відмові від золотого стандарту. все це було дуже далеко від того, що закладали батьки-засновники американської держави, тому 11 грудня 1971 року Девід Нолан з групою активістів (Джон Госперс, Джон Дін, Теодор Натан) та представниками руху «Молоді американці за свободу» («Young Americans for Freedom») дають початок Лібертаріанської партії США.

## Політична позиція
Виступає в політиці на основі ідеології лібертаріанства: за вільну ринкову економіку, права та свободи громадян, вільну міжнародну торгівлю, мир і невтручання в справи інших країн. У плані економіки найбільш близька до Республіканської партії.
Члени Лібертаріанської партії підкреслюють, що основою їх політичної платформи є скорочення розмірів уряду і свобода особистості. У Лібертаріанської партії приблизно 400 тисяч зареєстрованих членів, однак партія розраховує не тільки на їхні голоси, але і на підтримку незалежних виборців і навіть членів інших партій.

### Зовнішня політика
Лібертаріанська партія виступає проти НАТО і закликає США припинити участь у цьому військовому блоці.
Кандидати від лібертаріанців регулярно обіцяли скоротити військові видатки та вивести американські війська з Близького сходу а також інших частин світу.

## Символіка
Емблемою партії спочатку була обрана чорна стрілка, спрямована вгору, яку перетинає абревіатуру «TANSTAAFL» (англ. There Is not No Such Thing As A Free Lunch).
Трохи пізніше емблемою партії пропонували зробити пінгвіна свободи, але в підсумку все ж зупинилися на статуї Свободи, а слоганом партії стала фраза «Party of Principle».

## Участь у президентських виборах
| Рік  | Кандидат у президенти | Кандидат у віце-президенти | Отримано голосів |
| ---- | --------------------- | -------------------------- | ---------------- |
| 1972 | Джон Госперс          | Тоні Натан                 | 3 674            |
| 1976 | Роджер Макбрайд       | Девід Бергланд             | 172 553          |
| 1980 | Ед Кларк              | Девід Кох                  | 921 128          |
| 1984 | Девід Бергланд        | Джим Льюїс                 | 228 111          |
| 1988 | Рон Пол               | Андре Мерроу               | 431 750          |
| 1992 | Андре Мерроу          | Ненсі Лорд                 | 290 087          |
| 1996 | Гері Браун            | Джо Йоргенсен              | 485 759          |
| 2000 | Майкл Баднарік        | Річард Кампанья            | 384 431          |
| 2004 | Гері Браун            | Артур Олівер               | 397 265          |
| 2008 | Роберт Барр           | Вейн Рут                   | 523 686          |
| 2012 | Гері Джонсон          | Джеймс П. Грей             | 1 275 827        |
| 2016 | Гері Джонсон          | Вільям Велд                | 4 489 233        |
| 2020 | Джо Джоргенсен        | Спайк Коен                 | 1 865 535        |
| 2024 | Чейз Олівер           | Майк тер Маат              |                  |

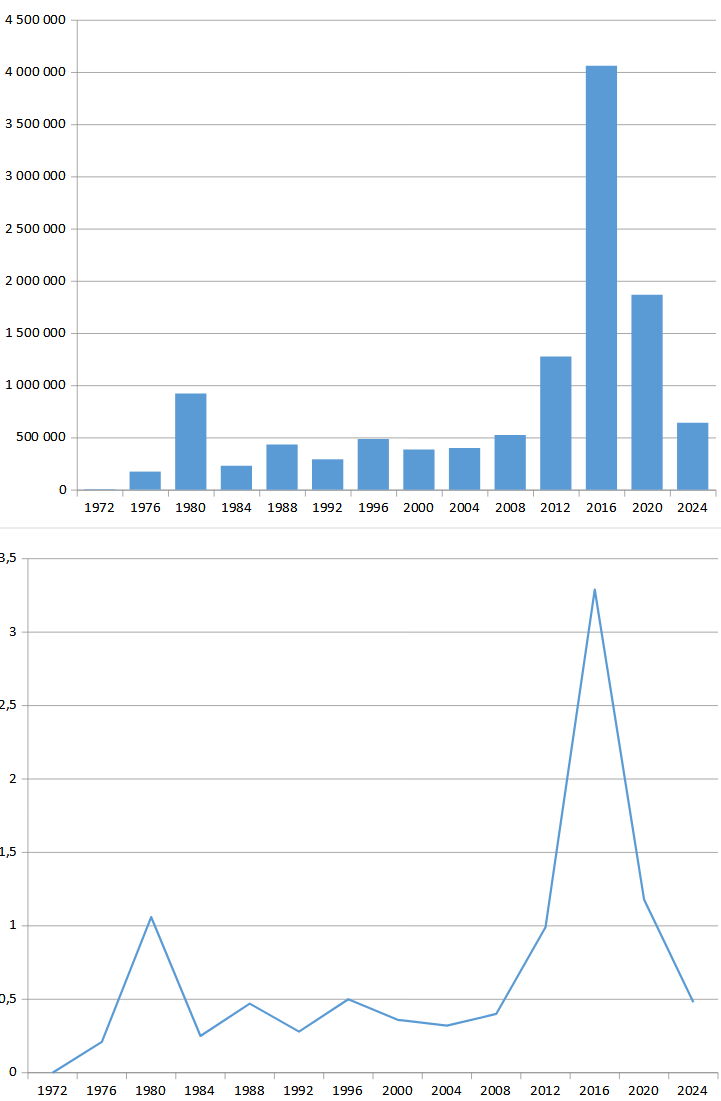
Кількість голосів відданих за кандидатів висунутих Лібертаріарінской партією на виборах президента (1972-2016)

Теодора Натан, представник Лібертаріанської партії, стала першою жінкою, що висувалася на пост віце-президента США та брала участь в голосуванні колегії виборщиків.
Партія отримала голос від одного виборщика на виборах 1972 року, коли той віддав голос за її представника замість республіканця Ніксона всупереч рішенням виборців штату.
На виборах 2012 року Гері Джонсон зумів набрати 1,27 мільйона голосів (один відсоток виборців) та посів третє місце після демократа Барака Обами і республіканця Мітта Ромні.

## Відомі члени партії
- Курт Расселл
- Вінс Вон
- Мелані Сафка
- Ерік Стівен Реймонд
- Трей Паркер